# Sklerokaktussläktet
Sklerokaktussläktet (Sclerocactus) är ett suckulent växtsläkte inom familjen kaktusar. 

## Beskrivning
Samtliga arter inom sklerokaktussläktet är dvärgväxande men förekommer både som solitära som något tuvbildande.
De är i regel klotformade och upp till 7,5 centimeter höga, men S. papyracantha är undantagsvis cylindrisk. De blir från 2,5 till 5 centimeter i diameter och växtkroppen är markerat vårtig. Areolerna är så ulliga att centrum av varje huvud ser ut som en ansamling av tät vit ull. I areolerna finns en till åtta taggar som är 0,6 till 2,5 centimeter långa, ser platta eller pappersliknande och vrider sig i olika riktningar. Färgen på taggarna går från olika vita nyanser till gråbrunt, och i många fall finns det ingen uppdelning mellan centrala och radiära taggar, utom hos S. papyracantha. Hos denna art finns det omkring sju markanta, mycket korta radiära taggar och en lång pappersliknande centraltagg. Blommorna är trattformade och kommer i plantans centrum. De är 1,3 till 2,5 centimeter i diameter, men ibland hindrar taggarna blommorna från att slå ut helt, vilket är vanligt med exempelvis S. schmidickeana. Färgerna på blommorna variera från vitt till krämfärgad eller rosa. Oftast har varje petal en mörkare längsgående mittlinje. Frukten är liten, klotformad och torr då den är mogen. Den påminner om frukten hos Thelocactus.

## Förekomst
Sklerokaktussläktet kan påträffas från Arizona, New Mexico och södra Colorado i USA till San Luis Potosi i Mexiko.

## Odling
Medlemmar inom sklerokaktussläktet är förhållandevis lättodlade, under förutsättning att de vattnas med försiktighet. Jordblandningen bör vara en sandig humusjord. Om vädret är mycket varmt kan de vattnas lite mer från vår till höst. Precis som Ariocarpus bör Sclerocactus odlas i lerkrukor, då jorden inte bör behålla sin fuktighet för länge. Vintertid bör de hållas helt torra och placeras svalt. Generellt så tål de rejält med frost grader men kan vara känsliga mot fuktig och stillastående luft. Eftersom de har ömtåliga rötter ympas de ofta på ett tåligare underlag, till exempel härdiga Opuntior.

## Taxonomi
Följande släkten har förts över till Sclerocactus och räknas nu som synonymer:
- Ancistrocactus Britt. & Rose 1923
- Coloradoa Boissev. & C.Davidson 1940
- Glandulicactus Backeb. 1938
- Toumeya Britt. & Rose 1922

## Referenser

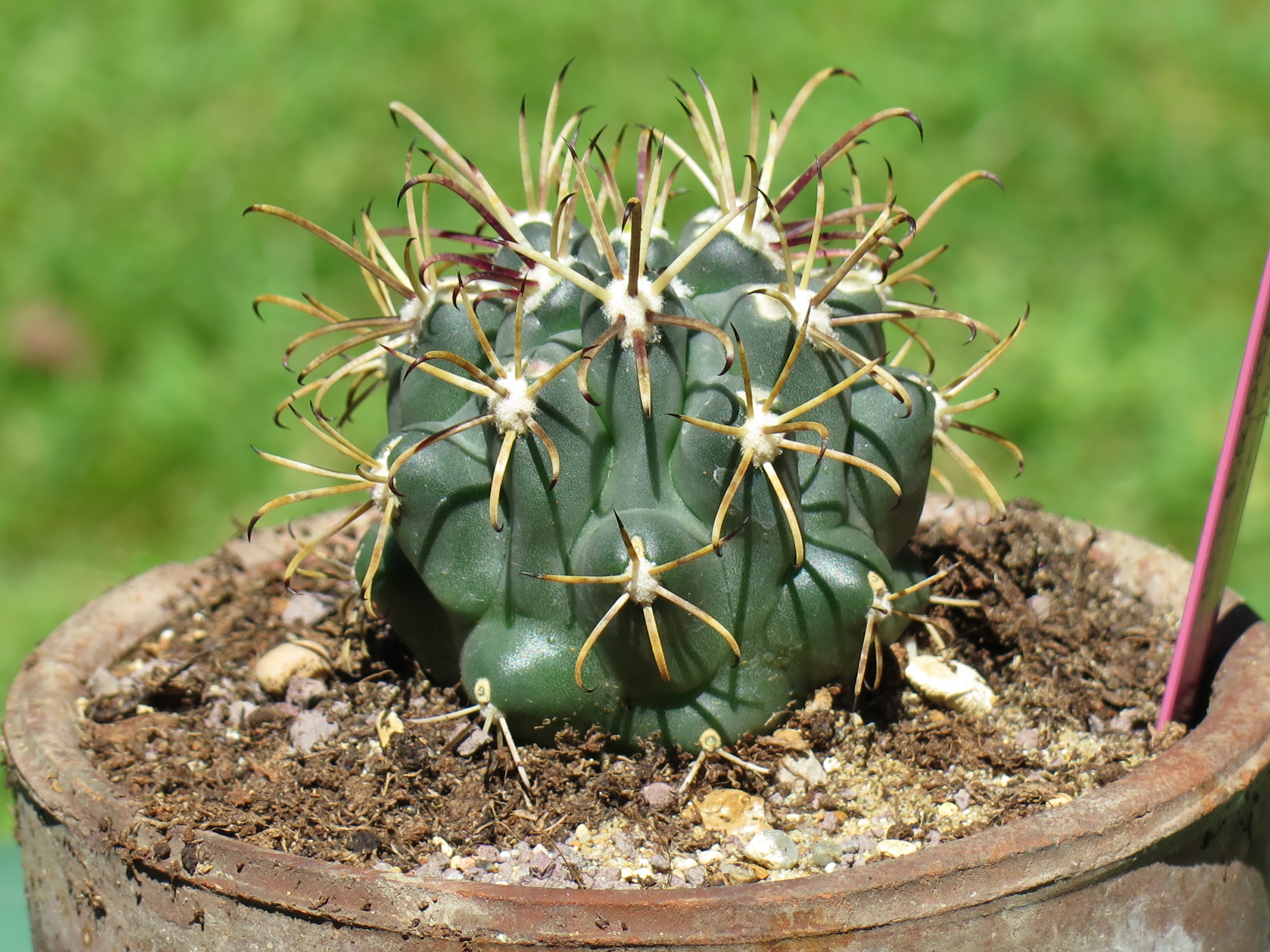
Sclerocactus uncinatus